# Bias, Landes
Bias (gaskonsko Biars) je naselje in občina v francoskem departmaju Landes regije Akvitanije. Naselje je leta 2009 imelo 736 prebivalcev.

## Geografija
Kraj leži v pokrajini Gaskonji južno od Mimizana, 69 km severuzahodno od Mont-de-Marsana.

## Uprava
Občina Bias skupaj s sosednjimi občinami Aureilhan, Mézos, Mimizan, Pontenx-les-Forges in Saint-Paul-en-Born sestavlja kanton Mimizan s sedežem v Mimizanu. Kanton je sestavni del okrožja Mont-de-Marsan.

## Zgodovina
Prvotna naselbina je stala približno dva kilometra zahodneje od sedanjega položaja ob stari rimski priobalni cesti, od tod tudi njeno ime (latinsko via). Prebivalci naselja so jo dokončno zapustili leta 1772, preden je bila zalita z vodami manjšega jezera étang de Bourg le Vieux. Stara cerkev sv. Mihaela je bila porušena in rekonstruirana na sedanjem mestu leta 1770, obnovljena v začetku 20. stoletja. 

## Zanimivosti
- cerkev sv. Mihaela z vodnjakom pozdravov; Bias leži ob primorski romarski poti v Santiago de Compostelo, tim. Voie de Soulac;
- Maison de l'airial.

- Étang de Bourg le Vieux
- Maison de l'airial
- Vodnjak pozdravov oz. sv. Mihaela

## Promet
Bias se nahaja ob državni cesti (Route national) RN 652 med Mimizanom in Lit-et-Mixe (smer sever - jug).

## Vir
1. ↑  »Populations légales 2016«. Nacionalni inštitut za statistične in gospodarske raziskave. Pridobljeno 25. aprila 2019.
2. ↑  Spletna stran Ministrstva za kulturo Republike Francije